# 聚乙二醇
聚乙二醇（PEG），也稱為聚环氧乙烷（PEO）或聚氧乙烯（POE），是指环氧乙烷的寡聚物或聚合物。這三個名稱现今一般为同义词，但歷史上聚乙二醇往往是指分子質量低於20,000 g/mol的低聚物和聚合物，PEO是指分子量超过20,000的聚合物，POE则可指任何分子質量的聚合物。
PEO以及POE根據分子量的不同，可為液體或低熔點固體。由於鏈長的影響，不同分子量的聚乙二醇往往有不同的物理性質（如黏度）及不同的應用，但大部分的聚乙二醇化學性質是相似的。低分子量的聚乙二醇通常指較純的寡聚體，較具單分散性；高純度的聚乙二醇具有結晶性，因此可用X-光決定其晶體結構。由於純化和分離寡聚體聚乙二醇較為困難，因此價格通常是多分散聚乙二醇的10-1000倍。相对分子质量在700-900之间者为半固体。相对分子质量1000及以上者为浅白色蜡状固体或絮片状石蜡或流动性粉末。混溶于水，溶于许多有机溶剂，如醇、酮、氯仿、甘油酯和芳香烃等，不溶於乙醚和正己烷。它与疏水性分子结合后的产物可用作非離子表面活性劑。随着分子量的提高，其水溶性、蒸汽压、吸水性和有机溶剂的溶解度等相应下降，而凝固点、相对密度、闪點和黏度则相应提高。对热稳定，与许多化学品不起作用，不水解。

## 制法
由乙二醇缩聚或由环氧乙烷与水加聚而得。

## 作用

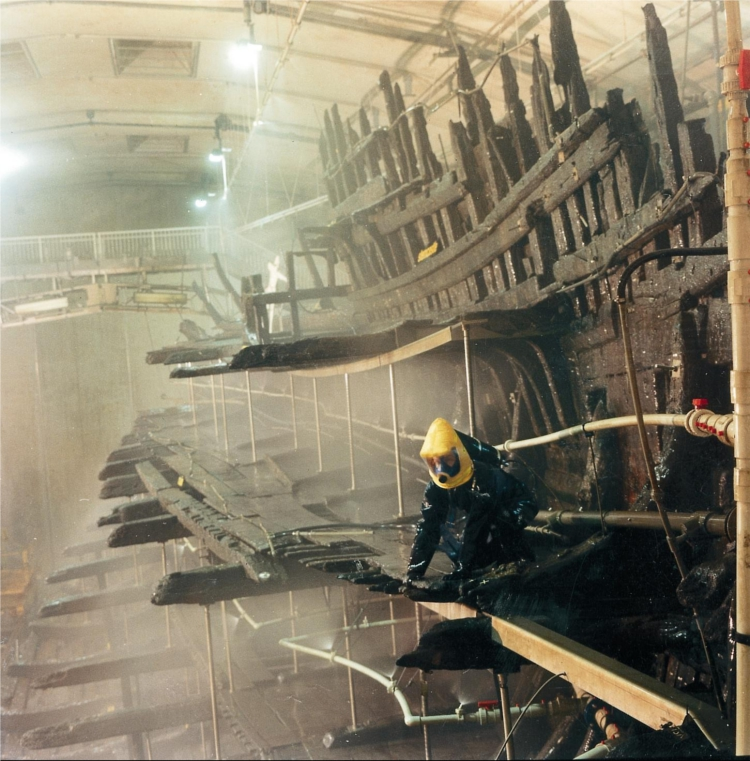
1980年代，16世紀的瑪麗玫瑰號克拉克帆船殘骸正在接受PEG保護處理

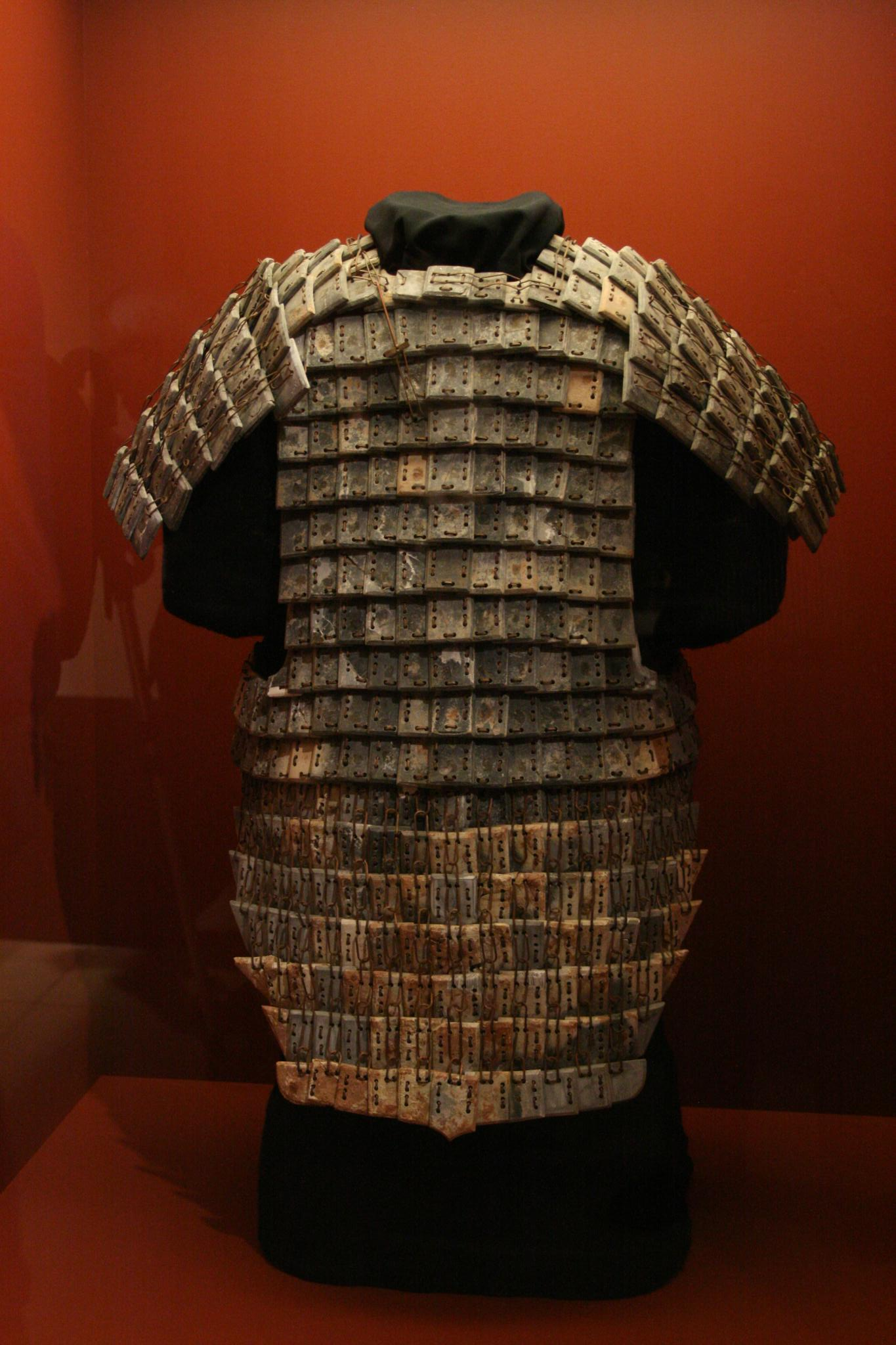
秦始皇兵马俑，显示了原始色彩的痕跡

### 醫學用途
聚乙二醇可以用于修饰药物蛋白，以保护药物分子延长其作用半衰期。
聚乙二醇可作为细胞融合剂。它可引起邻近的细胞膜的黏合，继而使细胞融合成为一个细胞。
聚乙二醇也可作为渗透作用型泻药使用。常见使用分子量3350的粉剂，每日使用17g溶于水后口服，以治疗便秘。

### 化學工業用途
此外聚乙二醇也是一种食品添加剂，常用于糖果、巧克力制品包衣，用量参考GB 2760-2011。在食品中可用于作为被膜剂。亦可用于分散剂、载体溶剂、黏结剂、增塑剂、涂层剂、润滑剂、香味助剂。PEG400最适合做软胶囊。由于PEG400为液体，它具有与各种溶液的广泛相容性，是很好的溶剂和增稠剂，被广泛用于液体制剂，如口服液等。当植物油不适合做活性物配料载体时，PEG则是首选材料。这主要由于PEG稳定，不易变质。此外还可以同高分子量的（PEG）相混合而且其混合物具有很好的溶解性和良好的与相容性。PEG4000、PEG6000、PEG8000用于片剂、胶囊剂、薄膜衣、药丸、栓剂等。由于在制片的过程中，PEG的可塑性和它可提高片剂释放药物的能力，高分子量的PEG（PE4000、PE6000、PEG8000）作为制造片剂的胶黏剂是很有用途的。PEG可使片剂的表面有光泽而且平滑，同时不易受损坏。此外，少量的高分子量的PEG（PEG4000、PEG6000、PEG8000），可以防止糖衣片剂之间粘接合与瓶子之间粘接。
- 聚乙二醇可作為多種有機反應的綠色反應介質。 [5]
- 聚乙二醇也常用作气相色谱法的極性固定相，以及電子測試儀中的傳熱流體。
- PEG 常用於保存從水下考古中打撈出來的浸水木材和其他有機文物，例如斯德哥爾摩的瓦萨号戰艦[6]以及類似的案例。它取代了木質物品中的水分，使木材尺寸穩定，防止木材乾燥後翹曲或收縮。  此外，PEG也可用作綠色木材的穩定劑，防止木材收縮。[7]
- 在中國聯合國教科文組織世界遺產秦始皇兵馬俑出土後，PEG（聚乙二醇）被用來保存其彩繪。 [8] 這些彩繪文物創作於秦始皇時期。在考古發掘中，陶俑出土後15秒內，彩繪下的漆層在暴露於西安乾燥的空氣後開始捲曲。隨後，彩繪會在大約四分鐘內剝落。德國巴伐利亞文物保護辦公室研發了一種PEG防腐劑，將其立即應用於出土文物，有助於保存陶俑身上的彩繪。[9]
- PEG常用於质谱法實驗（作為內部校準化合物），其特徵性的碎片模式可實現準確且可重複的調諧。
- PEG衍生物，例如窄譜乙氧基化物，可用作表面活性剂。

## 對人體健康的影響
聚乙烯氧化物 (PEO's) 的「單次口服毒性非常低」，經口攝取時的毒性約為每公斤人體重量數十克。由於毒性低，PEO 被用於各種食用產品。在水性和非水性應用中，它也被用作各種表面的潤滑塗層。
聚乙二醇（PEG）的前驅物是環氧乙烷，這是一種危險物質。  乙二醇及其醚類若用於受損皮膚，會產生腎毒性（對腎臟有毒性）。 
美國食品藥物管理局（FDA）認為聚乙二醇（PEG）具有生物惰性且安全。
2015年的一項研究似乎對美國食品藥物管理局的結論提出了質疑。研究採用高靈敏度酶联免疫吸附测定(ELISA)檢測方法，在1990年至1999年採集的隨機血漿樣本中，72%檢測到了抗PEG抗體。該研究的作者認為，這一結果表明，即使從未接受過聚乙二醇化藥物治療的人群中也可能存在抗PEG抗體，但通常水平較低。  由於PEG在眾多產品中普遍存在，且人群中存在PEG抗體（提示存在過敏反應）的比例很高，因此對PEG的過敏反應日益成為健康問題。  PEG過敏通常是在患者被診斷出對幾種看似無關的產品（包括含有或用PEG製造的加工食品、化妝品、藥物和其他物質）過敏後才被發現的。